# Knock Lock
Knock Lock è un singolo del cantautore polacco Mariusz Duda, pubblicato il 16 aprile 2021 come unico estratto dal secondo album in studio Claustrophobic Universe.

## Video musicale
Il video, animato da Animatic & Sightsphere, è stato pubblicato il 20 aprile 2021 attraverso il canale YouTube dell'artista.

## Tracce
Musiche di Mariusz Duda.
1. Knock Lock – 3:58

## Formazione
- Mariusz Duda – strumentazione, produzione
- Magda Srzedniccy – produzione, registrazione, missaggio, mastering
- Robert Srzedniccy – produzione, registrazione, missaggio, mastering
- Hajo Müller – copertina